# Suriname op de Olympische Jeugdzomerspelen 2010
Suriname nam deel aan de Olympische Jeugdzomerspelen 2010 in Singapore, de eerste editie van de Olympische Jeugdspelen.

## Deelnemers en resultaten
(m) = mannen, (v) = vrouwen 

### Atletiek
| Olympiër             | Discipline | Resultaat | Prestatie                                   |
| -------------------- | ---------- | --------- | ------------------------------------------- |
| Ramona van der Vloot | 100 m (v)  | 10e       | 1R serie 2: 12,14 (1e) B-finale: 12,15 (2e) |

### Badminton
| Olympiër     | Discipline    | Resultaat | Prestatie |
| ------------ | ------------- | --------- | --- |
| Irfan Djabar | enkelspel (m) | 1e ronde  | groep B 1-2 CAN Henry Pan (21-12, 21-23, 16-21) 0-2 INA Evert Sukamta (4-21, 10-21) 0-2 JPN Kento Horiuchi (11-21, 15-21) |

### Taekwondo
| Olympiër      | Discipline    | Resultaat | Prestatie                                                                          |
| ------------- | ------------- | --------- | ---------------------------------------------------------------------------------- |
| Tosh van Dijk | tot 73 kg (m) | 5e        | 1R: wint van AZE Sabuhi Ismayilzada (7-6) KF: verliest van LIB Michel Samaha (4-5) |

### Zwemmen
| Olympiër             | Discipline        | Resultaat | Prestatie                                         |
| -------------------- | ----------------- | --------- | ------------------------------------------------- |
| Chinyere Pigot       | 50 m vrij (v)     | 13e       | 1R serie 8: 27,00 (5e; 14e tijd) HF 1: 26,69 (7e) |
| Chinyere Pigot       | 100 m vrij (v)    | 19e       | 1R serie 5: 58,66 (6e)                            |
| Karlene van der Jagt | 400 m vrij (v)    | 26e       | 1R serie 1: 4.45,03 (3e)                          |
| Karlene van der Jagt | 200 m vlinder (v) | 23e       | 1r serie 3: 2.37,17 (8e)                          |

Afghanistan · Albanië · Algerije · Amerikaanse Maagdeneilanden · Amerikaans-Samoa · Andorra · Angola · Antigua en Barbuda · Argentinië · Armenië · Aruba · Australië · Azerbeidzjan · Bahama's · Bahrein · Bangladesh · Barbados · België · Belize · Benin · Bermuda · Bhutan · Bolivia · Bosnië en Herzegovina · Botswana · Brazilië · Britse Maagdeneilanden · Brunei · Bulgarije · Burkina Faso · Burundi · Cambodja · Canada · Centraal-Afrikaanse Republiek · Chili · China · Chinees Taipei · Colombia · Comoren · Congo-Brazzaville · Congo-Kinshasa · Cookeilanden · Costa Rica · Cuba · Cyprus · Denemarken · Djibouti · Dominica · Dominicaanse Republiek · Duitsland · Ecuador · Egypte · El Salvador · Equatoriaal-Guinea · Eritrea · Estland · Ethiopië · Fiji · Filipijnen · Finland · Frankrijk · Gabon · Gambia · Georgië · Ghana · Grenada · Griekenland · Groot-Brittannië · Guam · Guatemala · Guinee · Guinee‑Bissau · Guyana · Haïti · Honduras · Hongarije · Hongkong · Ierland · IJsland · India · Indonesië · Irak · Iran · Israël · Italië · Ivoorkust · Jamaica · Japan · Jemen · Jordanië · Kaaimaneilanden · Kaapverdië · Kameroen · Kazachstan · Kenia · Kirgizië · Kiribati · Koeweit · Kroatië · Laos · Lesotho · Letland · Libanon · Liberia · Libië · Liechtenstein · Litouwen · Luxemburg · Macedonië · Madagaskar · Malawi · Malediven · Maleisië · Mali · Malta · Marshalleilanden · Marokko · Mauritanië · Mauritius · Mexico · Micronesië · Moldavië · Monaco · Mongolië · Montenegro · Mozambique · Myanmar · Namibië · Nauru · Nederland · Nederlandse Antillen · Nepal · Nicaragua · Nieuw-Zeeland · Niger · Nigeria · Noord-Korea · Noorwegen · Oeganda · Oekraïne · Oezbekistan · Oman · Oostenrijk · Oost‑Timor · Pakistan · Palau · Palestina · Panama · Papoea-Nieuw-Guinea · Paraguay · Peru · Polen · Portugal · Puerto Rico · Qatar · Roemenië · Rusland · Rwanda · Saint Kitts en Nevis · Saint Lucia · Saint Vincent en Grenadines · Salomonseilanden · Samoa · San Marino · Sao Tomé en Principe · Saoedi-Arabië · Senegal · Servië · Seychellen · Sierra Leone · Singapore · Slovenië · Slowakije · Soedan · Somalië · Spanje · Sri Lanka · Suriname · Swaziland · Syrië · Tadzjikistan · Tanzania · Thailand · Togo · Tonga · Trinidad en Tobago · Tsjaad · Tsjechië · Tunesië · Turkije · Turkmenistan · Tuvalu · Uruguay · Vanuatu · Venezuela · Verenigde Arabische Emiraten · Verenigde Staten · Vietnam · Wit-Rusland · Zambia · Zimbabwe · Zuid-Afrika · Zuid-Korea · Zweden · Zwitserland